# Alain Ayroles

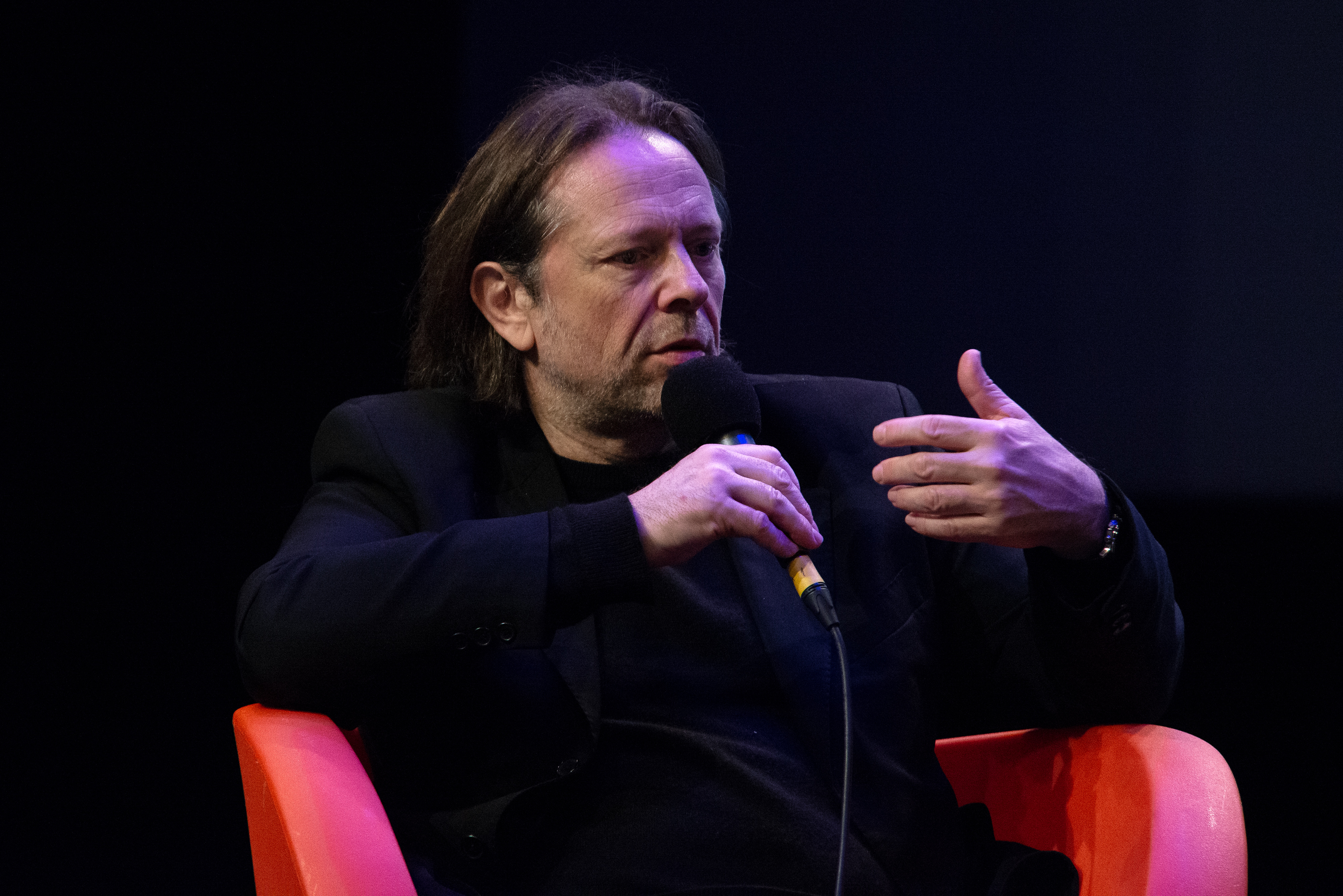
Alain Ayroles (2020)

Alain Ayroles (* 26. Januar 1968 in Saint-Céré) ist ein französischer Comicautor.

## Biographie
Alain Ayroles begann 1986 ein Studium im Comic-Bereich an der École européenne supérieure de l’image in Angoulême. Seine Art zu erzählen entwickelte er mitunter an Rollenspieltischen. Aus einer solchen Spielwelt, die er damals schuf, entstanden die Comicserien Garulfo und Mit Mantel und Degen. In beiden Serien zeichnet sich der spezielle Stil von Ayroles ab, der durch ein starkes Gespür für den Dialog geprägt ist und versucht, zu den Quellen der großen Geschichten zurückzukehren, welche die europäische Kultur geprägt haben, um diese dann respektvoll zu untergraben.
Zwischen 2009 und 2014 veröffentlichte Ayroles zusammen mit dem Zeichner Bruno Maïorana die dreiteilige Comicserie D, welche als Gegenpol zum Trend um die verharmlosten Vampire der Bis(s)-Serie von Stephenie Meyer verstanden werden kann.

## Werke (Auswahl)
- De Cape et de Crocs #1–12 (mit Jean-Luc Masbou, Delcourt, 1995–2016); dt.: Mit Mantel und Degen, Carlsen Comics (1–10), später Finix Comics (kpl.)
- Garulfo #1–6 (mit Bruno Maïorana und Thierry Leprévost, Delcourt, 1995–2002); dt.: Garulfo, Splitter
- D #1–3 (mit Bruno Maïorana und Thierry Leprévost, Delcourt, 2009–2014); dt.: D, Splitter
- Les Indes Fourbes (mit Juanjo Guarnido, Delcourt, 2019); dt.: Der große Indienschwindel, Splitter
- Les Chimères de Vénus #1–2, (mit Étienne Jung, Éd. Rue de Sèvres, 2021– ); dt.: Die Chimären der Venus, Splitter
- L'Ombre des Lumières #1–2 (von 3; mit Richard Guérineau, Delcourt, 2023– ); dt.: Der Schatten der Aufklärung, Splitter
- La Terre Verte (mit Hervé Tanquerelle, Delcourt, 2025)